# シッケ (発酵食品)
シッケ（食醢、식혜）は、朝鮮半島伝統の魚類発酵食品。

## 概要
塩で締めたカレイなどの魚と、粳粟などの粟飯または米、唐辛子などの薬味、大根などの野菜に発酵促進剤として麦芽を加えて混合し発酵させた貯蔵食品で、朝鮮半島最北部、咸鏡道の郷土料理。麦芽を使うという点では、発酵飲料のシッケ（食醯）と同様であり、また唐辛子が使われる点は安東シッケと類似している。冬期なら 約1週間、春・秋期なら4 - 5日、夏期は2 - 3日程度発酵させる。漢字では食醢と表記され、食用にされる醢（ひしお、塩辛）の意。
朝鮮では1600年代の食べ物の文献に記載され始めた。ごく最近まで、安東シッケ、晋州シッケ、慶尚道乾肉シッケ、江原道干し明太シッケ、咸鏡道カレイシッケ、咸鏡道ハタハタシッケ、黄海道沿岸シッケは珍味として知られていた。唐辛子の応用が始まったのは、キムチの場合と同じく18世紀後半以降のこととみられている。
技法、食法の似通う日本の日本海側に分布する飯寿司系なれずしとの渤海使などを通じた交流関係の可能性も指摘されるが、シッケでは麦芽アミラーゼ酵素を使ってデンプンを糖化するのに対して、飯寿司では糀による微生物発酵が行なわれる点で異なっている。また、日本においてはなれずしのうち、ホンナレ系なれずしは、ご飯も食用にする飯寿司のような改良型ナマナレ系のものよりも古くから存在する。